# Corina Ungureanu
Pour les articles homonymes, voir Ungureanu.
Corina Georgiana Ungureanu, née le 29 août 1980 à Ploiești en Roumanie, est une gymnaste de renommée internationale active entre 1993 et 1999. Elle a été deux fois médaille d'or aux Championnats du monde de gymnastique artistique par équipe en 1997 et 1999, et deux médailles d'or aux Championnats d'Europe de gymnastique artistique en 1998.

## Biographie

### Carrière

#### Débuts de championne
Corina Ungureanu a commencé la gymnastique au CS Petrolul, dans sa ville natale de Ploiești où l'ancienne championne Camelia Mandricel entraînait le club pendant un temps. Mais elle a passé la majeure partie de sa carrière en s'entraînant à Bucarest sous le coaching de Leana Sima. Au centre de formation national Deva, elle était entraîné par Octavian Belu. Sa première compétition était un meeting junior entre la Roumanie et l'Allemagne, où elle s'était classée première en équipe et huitième au concours général.
Elle revient sur la scène internationale en 1996, où elle remporte la médaille d'or au concours général au EcoAir Cup avec 37,900 points (saut de cheval:9,325; poutre:9,450; sol: 9,00; barres asymétriques:9,625). 
Elle n'est pas retenue pour participer aux Jeux olympiques d'été de 1996 à Atlanta. Probablement à cause des mauvaises relations qu'elles avaient avec son entraîneur Octavian Belu[réf. nécessaire].

#### Au sommet de sa gloire
Pour les préparatifs en vue des Championnats du monde de gymnastique artistique 1997 à Lausanne en Suisse, on apprend dans le livre d'Alexandra Marinescu(intitulée Alexandra's secrets) qu'à la suite d'une chute de la poutre, l'entraîneur, Octavian Belu s'est mis à battre Corina Ungureanu sur les parties génitales jusqu'au sang. Mariana Bitang vint au secours de Corina pour que Belu cesse de la battre.
En 1997, elle participe aux Championnats du monde de gymnastique artistique 1997 à Lausanne en Suisse. Aux exercices au sol, Corina porte le dossard no 78. Une chute à la poutre, causée par sa nervosité, lui enlève toute chance de remporter le concours général en individuel. Au classement général, elle est 112e (saut de cheval: 9,375, poutre: 8,950, barres asymétriques: non évalué, sol: 9,525) avec un total de 27,850 points. Mais elle remporte la médaille d'or par équipe avec Simona Amânar, Gina Gogean, Alexandra Marinescu, Claudia Presăcan et Mirela Tugurlan. L'équipe roumaine est devant la Russie et la Chine, avec un total de 153,720 points.
En 1998, elle participe aux Championnats d'Europe de gymnastique artistique féminine 1998 de Saint-Pétersbourg, où elle porte le dossard no 97 et danse sur une musique de Fame. Corina obtient la note de 9,787, remportant ainsi la première place ex aequo avec Svetlana Khorkina, au concours individuel au sol. Corina obtient la médaille d'or pour le concours par équipe avec Simona Amânar, Claudia Presăcan et Maria Olaru avec un total de 115,939 points, devançant la Russie et l'Ukraine.
En 1999, elle prend part aux Championnats du monde de gymnastique artistique 1999 de Tianjin en Chine, où elle remporte la médaille d'or par équipe avec Simona Amânar, Loredana Boboc, Andreea Isărescu, Maria Olaru et Andreea Răducan.
L'équipe roumaine est de nouveau devant la Russie et la Chine avec un total de 153,527 points.

#### Retraite
En 1999, Corina arrête la gymnastique, officiellement à cause des dommages à la moelle épinière. À seulement 19 ans, elle n'a pas de raison de prendre sa retraite, mais elle a déclaré qu'elle était fatiguée d'être réprimée par Octavian Belu. C'était un secret pour personne que Corina n'était pas l'une des gymnastes préférés de Octavian Belu. Ironie du sort, le club d'accueil de Corina a été le club qu'entraînait Belu avant de venir à Deva.

#### Poste d'entraîneuse et retour
En septembre 2007 elle prend un poste d'entraîneur où elle s'occupe d'enfants au Ellan Vannin club sur l'île de Man, en Angleterre, aux côtés de son ancienne équipière Claudia Presăcan. C'est là-bas qu'elle fait la rencontre de Jonathan Potts, son petit ami.
En juin 2010, à la suite d'un pari avec son petit ami, Jonathan Potts, elle se remet à l'entraînement pour revenir dans la compétition à l'occasion des Championnats du monde de gymnastique artistique qui se déroule à Amsterdam. Mais au bout de 2 mois d'entraînement, Corina Ungureanu doit renoncer à faire son retour à la suite de problèmes aux tendons de la jambe droite et à sa cheville gauche,.
Corina Ungureanu a définitivement mis un terme à sa carrière de gymnaste. Dorénavant, elle se consacre à un tout autre sport qu'elle a découvert en Angleterre, dans l'Île de Man : le golf.

### Affaires des photos nues

#### Première session
En 2000, après avoir arrêté la gymnastique, elle a déclenché une certaine polémique en posant nue pour l'édition roumaine de Playboy en janvier 2000. Pour la séance de photos, Corina a reçu 4 000 $. Puis ces photos ont été réimprimées pour l'édition japonaise de Playboy en mai 2000, ce qui l'a menée à produire un album de nu au Japon dans la même année : la Corina Ungureanu Photograph Collection (コリーナ・ウングレアーヌ 写真集). Pour son apparition sur Playboy, Corina a touché 5 000 dollars.
Pour punir Corina d'être apparue nue dans Playboy, le président de la fédération de gymnastique roumaine, Nicolae Vieru, a décidé de ne pas lui payer une prime pour avoir remporté les Championnats du monde de gymnastique artistique en octobre 1999, car selon la fédération, elle avait violé l'éthique du sport pour avoir posé nue.
Nicolae Vieru a justifié sa décision en déclarant : « Pourquoi lui offrir un prix, elle n'a pas déjà été suffisamment payée par Playboy ? »
Cependant, cette sanction a été très largement critiquée par les médias et aussi par le ministre des Sports Crin Antonescu, qui a accusé la fédération de « puritanisme excessif ». Le magazine Playboy a également dénoncé ce traitement injuste et lui a versé 1 700 dollars en compensation pour la prime qu'elle n'a jamais reçue.

#### Deuxième session
En 2002, avec la participation de ses anciennes coéquipières Lavinia Miloșovici et Claudia Presăcan, Corina Ungureanu apparait dans deux DVD japonais, Gold Bird et Euro Angels, où on peut voir les trois gymnastes à un entraînement routinier seins nus dans un gymnase de la ville de Chiba au Japon. Un second album de nu, LCC Gold, apparait en même temps. Par la suite, des clichés de l'album et du DVD furent publiés dans le magazine japonais Shūkan Gendai. Une version DVD intitulée 3 Gold Girls a été publié en Allemagne en 2004. Les gymnastes n'ont pas révélé combien d'argent elles ont gagné pour la première session de photo qui a eu lieu en septembre, mais les journaux roumains ont rapporté qu'elles ont touché jusqu'à 40 000 $.
Quelques semaines après le tournage, un scandale explosait au Japon. Et après qu'une chaîne de télévision japonaise a diffusé le film avec les trois ex-gymnastes, la fédération japonaise de gymnastique, très traditionnelle, a exigé de la Fédération internationale de gymnastique (FIG), l'exclusion de la Roumanie pour une compétition organisée par le Japon en 2003 à Yokohama. Adrian Stoica, le secrétaire de la Fédération roumaine de gymnastique, a déclaré que les photos des athlètes, prises dans des positions qu'elles effectuent en gymnastique, sont avilissantes. Les trois gymnastes roumaines ont été suspendues par la fédération pendant cinq ans, pour port de la tenue officielle sans autorisation pour le tournage. Le président de la fédération roumaine de gymnastique, Nicolae Vieru se justifie en disant que « les athlètes peuvent utiliser leurs propres images, mais n'avaient pas le droit d'utiliser les emblèmes de la fédération nationale. La réaction internationale déclenchée renforce notre décision ». À la suite de la suspension des trois gymnastes, la porte-parole de la fédération japonaise, Eri Nakamura, a retiré la menace d'exclusion pour la délégation roumaine.
Dans la foulée de la controverse, Mihai Răzvan Ungureanu et ses anciens coéquipiers ont été interdits de compétition ou d'entraînement en Roumanie de 2002 à 2007. Pour compenser, Mihai-Razvan Ungureanu a passé quelque temps à encadrer l'équipe d'Italie.
En janvier 2003, Traian Băsescu, le maire de Bucarest, a remis les clés de la ville aux trois ex-gymnastes qui ont été bannies par leur fédération. En agissant ainsi, Traian Basescu voulait saluer haut et fort les trois athlètes, Lavinia Miloșovici, Claudia Presăcan et Corina Ungureanu, qui n'ont pas eu peur de s'affirmer. Le maire a confié au journal Libertatea : « Je vais leur donner les clés de la ville, dès qu'elles rentreront au pays, en janvier. Les gens doivent comprendre qu'il y a une différence entre leur passé comme athlète et leur vie quotidienne. Elles ont le droit de faire ce qu'elles veulent. C'est ça la liberté. »

#### Troisième session
Corina Ungureanu a de nouveau posé pour l'édition roumaine de Playboy en mars 2008. Selon elle, c'est la dernière fois qu'on la voit dans un magazine adulte. Pour cette apparition, Corina a touché 10 000 dollars.

### Reconversion

#### Une femme d'affaires
Corina Ungureanu a été l'égérie de la marque d'eau minérale roumaine Bucovina SA. 
En 2007, Corina a ouvert un salon de thé qui s'appelle le New Haven à Ploiești avec son petit ami Jonathan Potts. D'ailleurs ce dernier connaîtra en septembre 2010, une tracasserie administrative car il s'est fait refouler par les douanes de l'aéroport de Bucarest-Henri-Coandă en Roumanie, faute de visa.
Le 1er juillet 2005, Corina Ungureanu est invitée au mariage de Mariana Bitang avec Octavian Belu, où tout le gratin de la gymnastique était présent pour cette occasion comme Daniela Silivaş, Aurelia Dobre, Lavinia Miloșovici, Simona Amânar ou Andreea Răducan. Alexandra Marinescu, sous son pseudo de DJ Miss Jay Blue s'occupera de mettre l'ambiance musicale au banquet.

#### Une carrière artistique
En aout 2006, Corina Ungureanu, avec d'anciens médaillés d'or de gymnastique (Marius Urzică, Sabina Cojocar, Silvia Stroescu, Oana Ban, Alexandra Eremia, Floare Leonida et Andreea Isărescu), participe à un spectacle de 70 minutes qui représente une combinaison de gymnastique et de danse moderne au Fantasio théâtre de Constanța, devant une salle comble. 
Le 27 septembre 2006, Corina Ungureanu avec la même troupe de médaillés d'or roumain monte un spectacle artistique au Palais de Bucarest dans le cadre du sommet de la francophonie. Le président français Jacques Chirac et le prince Albert II de Monaco y sont présents.
Dès le 16 mars 2007, Corina Ungureanu est une concurrente dans Dansez pentru tine une émission de télévision caritative sous la forme d'un concours de danse diffusée par la chaîne de télévision roumaine Pro TV. À cette occasion Corina Ungureanu est binômée avec un certain Cristian Munteanu. Ils vont jouer pour pouvoir offrir des prothèses de jambe à un accidenté.

#### Une carrière politique
Le 4 octobre 2010, elle confie au journal Libertatea : "Je voudrais travailler au ministère de la Jeunesse et des Sports à Ploiești. Je pense que j'ai acquis une certaine expérience de l'organisation et de la conduite sportive. Je n'ai pas reçu une offre après mon retour du Royaume-Uni, mais j’espère dans un avenir très proche trouver un emploi".
Elle se présente aux élections européennes de 2014 en qualité de candidate indépendante et réalise le score de 0,49 %.

## Palmarès

### Médailles
- 1993 Roumanie-Russie-Italie :  médaille de bronze par équipe
- 1994 Championnat national junior :  médaille d'argent au concours général,  médaille d'or aux barres asymétriques
- 1996 EcoAir Cup :  médaille d'or
- 1997 Championnats du monde de gymnastique artistique 1997 de Lausanne:  médaille d'or par équipe
- 1997 Championnats international de Roumanie :  médaille d'argent au concours général
- 1997 Championnat national:  médaille d'argent à la poutre
- 1997 Roumanie - Allemagne :  médaille d'or par équipe
- 1997 Roumanie-Italie-Ukraine :  médaille d'or en équipe
- 1998 Goodwill Games :  médaille de bronze à la poutre,  médaille de bronze au sol
- 1998 Championnats d'Europe de gymnastique artistique féminine 1998 de Saint-Petersbourg :  médaille d'or au sol,  par équipe
- 1998 Championnat international par équipe :  médaille d'argent
- 1999 Championnats du monde de gymnastique artistique 1999 de Tianjin :  médaille d'or

### Prix divers
En janvier 2003, Corina est faite citoyenne d'honneur de la ville de Bucarest par le maire de la ville, Traian Băsescu.
En aout 2010, Corina Ungureanu est classée deuxième dans le top 40 des gymnastes les plus sexy de tous les temps, selon un classement effectué par le journal sportif Bleacher Report. La gymnaste roumaine est devancée par Almudena Cid. La troisième place dans le classement est allée à la gymnaste américaine Alexandra Lacey, suivi d'une autre américaine Alicia Sacramone.

### Filmographie
- Gold Bird (2002)... dans son propre rôle
- Euro Angels (2002)... dans son propre rôle
- 3 Gold Girls (2004)... dans son propre rôle